# Hojče
Hojče este o localitate din comuna Ribnica, Slovenia, cu o populație de 13 locuitori.